# Geotrupes impressus
 Geotrupes impressus es una especie de coleóptero de la familia Geotrupidae.

## Distribución geográfica
Habita en Asia Central.